# Unity (operação militar)
Unity foi o codinome para o fornecimento secreto de soldados mercenários da Tailândia para o Reino do Laos durante a Guerra Civil Laociana. De 4 de julho de 1964 a março de 1973, batalhões de voluntários tailandeses lutaram contra insurgentes comunistas na Planície de Jars na Região Militar 2. Como o L'Armée Clandestine dos hmongs estava enfraquecido pelas baixas contínuas e havia uma base limitada para reposições, os batalhões da Unity os substituíram.
Em dezembro de 1970, os batalhões da Unity também iniciaram operações defensivas contra as unidades do Exército Popular do Vietnã que avançavam para o oeste a partir da trilha Ho Chi Minh, no sul do Laos. Na época em que os comunistas derrotaram os realistas em fevereiro de 1973, cerca de 18.000 voluntários tailandeses serviam no Laos.